# Lucio Manisco
Lucio Manisco (n. 16 februarie 1928, Florența, Regatul Italiei – d. 6 mai 2025) a fost un om politic italian, membru al Parlamentului European în perioada 1999-2004 din partea Italiei.